# Grand Prix automobile de Bahreïn 2020
GP précédent GP suivant

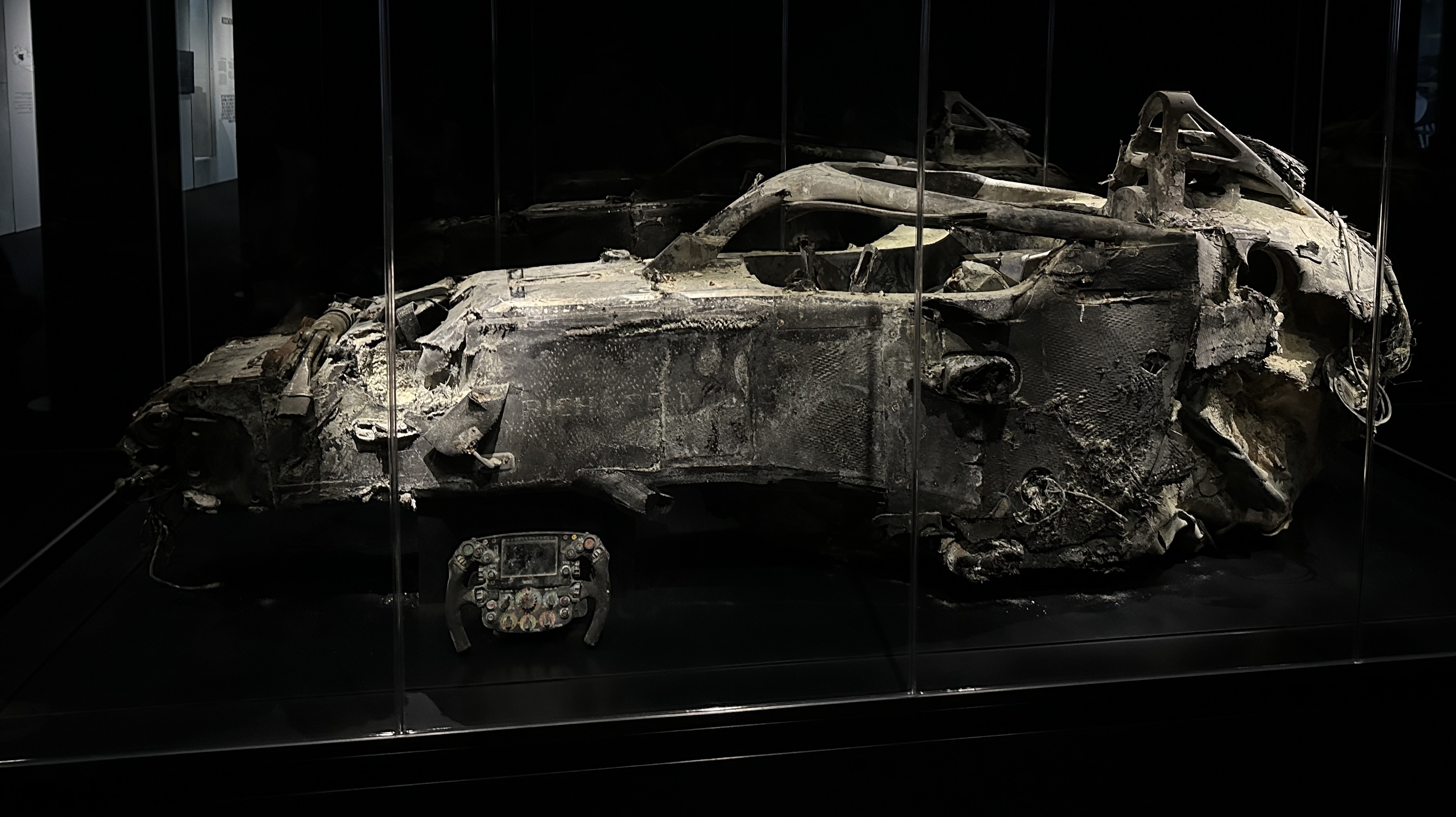
La cellule de survie de la VF-20 de Romain Grojean.

Le Grand Prix automobile de Bahreïn 2020 (2020 Formula 1 Gulf Air Bahrain Grand Prix), disputé le 29 novembre 2020,  sur le circuit international de Sakhir à Sakhir est la 1033e épreuve du championnat du monde de Formule 1 courue depuis 1950. Il s'agit de la 17e édition du Grand Prix de Bahreïn comptant pour le championnat du monde de Formule 1 et de la quinzième manche du championnat 2020. 
En raison de la pandémie de Covid-19, la course, qui devait initialement se disputer le 22 mars, est d'abord reportée. Dans une saison comportant finalement dix-sept Grands Prix, la piste de Sakhir est retenue pour deux courses en une semaine, comme à Spielberg et à Silverstone. Le Grand Prix de Bahreïn précède le Grand Prix de Sakhir, l'avant-dernière course de l'année organisée le 6 décembre.
Lewis Hamilton, intouchable lors de la troisième phase des qualifications, améliore par deux fois le record de la piste de Sakhir pour obtenir la quatre-vingt-dix-huitième pole position de sa carrière, et sa dixième de l'année, en repoussant son coéquipier Valtteri Bottas à près de trois dixièmes de seconde. Mercedes verrouillant la première ligne pour la soixante-neuvième fois depuis 2014, Max Verstappen, troisième, est accompagné par son coéquipier Alexander Albon en deuxième ligne. Auteur du cinquième temps, Sergio Pérez devance les Renault de Daniel Ricciardo, avec lui en troisième ligne, et d'Esteban Ocon, en quatrième ligne devant Pierre Gasly. Lando Norris et Daniil Kvyat s'élancent de la cinquième ligne alors que les pilotes Ferrari Sebastian Vettel et Charles Leclerc, éliminés en Q2, partent onzième et douzième.
Le premier tour de la course est marqué par un effroyable accident de Romain Grosjean qui percute Daniil Kvyat dans le premier tour et tape le rail de face à pleine vitesse dans un choc mesuré à 53 g ; sa monoplace, brisée en deux et dont la cellule de survie est complètement encastrée dans les barrières s'enflamme immédiatement. Le Français, qui réussit à s'extraire seul du brasier au bout de vingt-huit secondes, est héliporté vers un hôpital pour subir des examens ; il ne présente que des brûlures aux mains et aux pieds et est élu pilote du jour. Le Grand Prix est immédiatement interrompu sur drapeau rouge pendant une heure et demie, temps nécessaire à la réparation des dispositifs de sécurité du circuit. Juste après qu'un second départ arrêté est donné, la course est à nouveau neutralisée lorsque Kvyat harponne Stroll, expédiant sa Racing Point sur le toit ; l'épreuve reprend après sept tours derrière la voiture de sécurité.
Deux semaines après avoir gagné son septième titre mondial, Lewis Hamilton ne lâche rien. Il remporte sa onzième victoire de la saison, la quatre-vingt-quinzième de sa carrière après un cavalier seul, n'ayant laissé la tête à Max Verstappen qu'un tour, au moment de son premier changement de pneus. Valtteri Bottas, ayant raté le premier départ, se retrouve englué dans le peloton lors du deuxième départ ordonné selon le classement arrêté au premier tour. Verstappen roule donc en deuxième position tout du long, sans jamais pouvoir inquiéter le Britannique, mais s'adjuge le point bonus en réalisant le meilleur tour au quarante-huitième passage. Sergio Pérez, qui s'est hissé en troisième position dès le départ, est tout proche du podium quand, à trois tours du but, il doit abandonner, moteur en feu. Sa monoplace restant au bord de la piste, conduit la voiture de sécurité à emmener la meute jusqu'au drapeau à damier. 
Alexander Albon récupère ainsi la troisième place et monte sur le deuxième podium de sa carrière. Les McLaren animent la course et réalisent une belle opération au championnat, Carlos Sainz et Lando Norris terminant quatrième et cinquième. Parti huitième, Pierre Gasly prend le meilleur sur les Renault et finit derrière les deux voitures oranges. Daniel Ricciardo résiste à Bottas en fin de course et se classe septième. Esteban Ocon prend la neuvième place et Charles Leclerc, qui a longtemps roulé hors des points, profite de l'abandon de Pérez pour prendre le dernier point au volant d'une Ferrari à la dérive qui n'a pas permis à son coéquipier Sebastian Vettel de faire mieux que treizième, derrière la Williams de George Russell. Aucune effusion n'anime la cérémonie de remise des trophées, les pilotes et le personnel des écuries ayant en tête les images de l'accident de Romain Grosjean qui donnera des nouvelles depuis son lit d'hôpital avec le sourire, les deux mains bandées, remerciant le personnel médical qui est intervenu instantanément sur les lieux de son crash et louant le halo qui lui a sauvé la vie : « Je n'étais pas pour le halo il y a quelques années mais je pense maintenant que c'est le truc le plus génial en Formule 1 car sans ça, je ne serais pas là aujourd'hui pour vous parler. »
Au classement du championnat du monde, derrière Hamilton (332 points), Bottas conserve la deuxième place (201 points) bien que Verstappen se rapproche (189 points) et peut toujours espérer le dépasser au terme des deux courses restantes. Ricciardo récupère la quatrième place (102 points) mais reste sous la menace de Pérez (100 points) qui n'a pas marqué. Leclerc recule au sixième rang (98 points) alors que Norris (86 points), Sainz et Albon (85 points) sont groupés de la septième à la huitième place à égalité de points ; Gasly est toujours dixième (71 points). Chez les constructeurs, derrière Mercedes, champion pour la septième fois (504 points) et Red Bull, assuré de finir deuxième (240 points), McLaren se hisse au troisième rang (171 points) et devra le défendre face à Racing Point (154 points), Renault (144 points) et Ferrari (130 points) ; suivent AlphaTauri (97 points), Alfa Romeo (8 points) et Haas (3 points). Williams, qui n'a toujours pas marqué, ferme la marche.

## Contexte
Ce Grand Prix devait constituer la deuxième manche du championnat le 22 mars 2020. Cependant, l'émergence du virus COVID-19 au niveau mondial, ayant menée à l'annulation du Grand Prix d'Australie, a fortement affecté le calendrier du championnat 2020. Si dans un premier temps, les organisateurs décident de l'organisation du Grand Prix à huis clos, il est dans un second reporté à une date indéterminée. 
Le 25 août 2020, le nouveau calendrier 2020 est publié, confirmant le déroulement du Grand Prix le 29 novembre. Celle-ci sera suivie d'une seconde épreuve la semaine suivante lors du Grand Prix de Sakhir 2020, qui se déroulera sur le tracé extérieur du circuit.

## Pneus disponibles
| Pneus pour piste sèche | Pneus pour piste sèche | Pneus pour piste sèche | Pneus pluie    | Pneus pluie |
| ---------------------- | ---------------------- | ---------------------- | -------------- | ----------- |
| Durs (Type C2)         | Médiums (Type C3)      | Tendres (Type C4)      | Intermédiaires | Pluie       |

## Essais libres

### Première séance, le vendredi de 14 h à 15 h 30
| Pos. | Pilote           | Voiture                   | Chrono         | Écart     |
| ---- | ---------------- | ------------------------- | -------------- | --------- |
| 1    | Lewis Hamilton   | Mercedes                  | 1 min 29 s 033 |           |
| 2    | Valtteri Bottas  | Mercedes                  | 1 min 29 s 482 | + 0 s 449 |
| 3    | Sergio Pérez     | Racing Point-BWT Mercedes | 1 min 30 s 000 | + 0 s 967 |
| 4    | Carlos Sainz Jr. | McLaren-Renault           | 1 min 30 s 018 | + 0 s 985 |
| 5    | Pierre Gasly     | AlphaTauri-Honda          | 1 min 30 s 049 | + 1 s 016 |
| 6    | Max Verstappen   | Red Bull-Honda            | 1 min 30 s 294 | + 1 s 261 |

- Roy Nissany, pilote-essayeur chez Williams F1 Team, remplace George Russell lors de cette séance d'essais ; il réalise le vingtième et dernier temps[6].
- Robert Kubica, pilote-essayeur chez Alfa Romeo Racing, remplace Kimi Räikkönen lors de cette séance d'essais ; il réalise le treizième temps[7].

### Deuxième séance, le vendredi de 18 h à 19 h 30
| Pos. | Pilote           | Voiture                   | Chrono         | Écart     |
| ---- | ---------------- | ------------------------- | -------------- | --------- |
| 1    | Lewis Hamilton   | Mercedes                  | 1 min 28 s 971 |           |
| 2    | Max Verstappen   | Red Bull-Honda            | 1 min 29 s 318 | + 0 s 347 |
| 3    | Valtteri Bottas  | Mercedes                  | 1 min 29 s 336 | + 0 s 365 |
| 4    | Sergio Pérez     | Racing Point-BWT Mercedes | 1 min 29 s 403 | + 0 s 432 |
| 5    | Daniel Ricciardo | Renault                   | 1 min 29 s 462 | + 0 s 491 |
| 6    | Pierre Gasly     | AlphaTauri-Honda          | 1 min 29 s 551 | + 0 s 580 |

- Deux drapeaux rouges ont interrompu cette session ; le premier après un gros accident d'Alexander Albon qui a totalement détruit sa monoplace après un « coup de raquette » puis en raison de la divagation d'un chien sur le circuit[9].

### Troisième séance, le samedi de 14 h à 15 h
| Pos. | Pilote           | Voiture          | Chrono         | Écart     |
| ---- | ---------------- | ---------------- | -------------- | --------- |
| 1    | Max Verstappen   | Red Bull-Honda   | 1 min 28 s 355 |           |
| 2    | Lewis Hamilton   | Mercedes         | 1 min 28 s 618 | + 0 s 263 |
| 3    | Valtteri Bottas  | Mercedes         | 1 min 28 s 721 | + 0 s 366 |
| 4    | Alexander Albon  | Red Bull-Honda   | 1 min 29 s 018 | + 0 s 663 |
| 5    | Carlos Sainz Jr. | McLaren-Renault  | 1 min 29 s 455 | + 1 s 100 |
| 6    | Pierre Gasly     | AlphaTauri-Honda | 1 min 29 s 472 | + 1 s 117 |

## Séance de qualification

### Résultats des qualifications
| Pos.                                                                                      | Pilote             | Écurie                    | Qualifications 1 | Qualifications 2 | Qualifications 3 |
| ----------------------------------------------------------------------------------------- | ------------------ | ------------------------- | ---------------- | ---------------- | ---------------- |
| 1                                                                                         | Lewis Hamilton     | Mercedes                  | 1 min 28 s 343   | 1 min 27 s 586   | 1 min 27 s 264   |
| 2                                                                                         | Valtteri Bottas    | Mercedes                  | 1 min 28 s 767   | 1 min 28 s 063   | 1 min 27 s 553   |
| 3                                                                                         | Max Verstappen     | Red Bull-Honda            | 1 min 28 s 885   | 1 min 28 s 025   | 1 min 27 s 678   |
| 4                                                                                         | Alexander Albon    | Red Bull-Honda            | 1 min 28 s 732   | 1 min 28 s 749   | 1 min 28 s 274   |
| 5                                                                                         | Sergio Pérez       | Racing Point-BWT Mercedes | 1 min 29 s 178   | 1 min 28 s 894   | 1 min 28 s 322   |
| 6                                                                                         | Daniel Ricciardo   | Renault                   | 1 min 29 s 005   | 1 min 28 s 648   | 1 min 28 s 417   |
| 7                                                                                         | Esteban Ocon       | Renault                   | 1 min 29 s 203   | 1 min 28 s 937   | 1 min 28 s 419   |
| 8                                                                                         | Pierre Gasly       | AlphaTauri-Honda          | 1 min 28 s 971   | 1 min 29 s 008   | 1 min 28 s 448   |
| 9                                                                                         | Lando Norris       | McLaren-Renault           | 1 min 29 s 464   | 1 min 28 s 877   | 1 min 28 s 542   |
| 10                                                                                        | Daniil Kvyat       | AlphaTauri-Honda          | 1 min 29 s 158   | 1 min 28 s 944   | 1 min 28 s 618   |
| 11                                                                                        | Sebastian Vettel   | Ferrari                   | 1 min 29 s 142   | 1 min 29 s 149   |                  |
| 12                                                                                        | Charles Leclerc    | Ferrari                   | 1 min 29 s 137   | 1 min 29 s 165   |                  |
| 13                                                                                        | Lance Stroll       | Racing Point-BWT Mercedes | 1 min 28 s 679   | 1 min 29 s 557   |                  |
| 14                                                                                        | George Russell     | Williams-Mercedes         | 1 min 29 s 294   | 1 min 31 s 218   |                  |
| 15                                                                                        | Carlos Sainz Jr.   | McLaren-Renault           | 1 min 28 s 975   | Pas de temps     |                  |
| 16                                                                                        | Antonio Giovinazzi | Alfa Romeo-Ferrari        | 1 min 29 s 491   |                  |                  |
| 17                                                                                        | Kimi Räikkönen     | Alfa Romeo-Ferrari        | 1 min 29 s 810   |                  |                  |
| 18                                                                                        | Kevin Magnussen    | Haas-Ferrari              | 1 min 30 s 111   |                  |                  |
| 19                                                                                        | Romain Grosjean    | Haas-Ferrari              | 1 min 30 s 138   |                  |                  |
| 20                                                                                        | Nicholas Latifi    | Williams-Mercedes         | 1 min 30 s 182   |                  |                  |
| Temps minimal à réaliser pour la qualification : 1 min 34 s 527 (107 % de 1 min 28 s 343) |                    |                           |                  |                  |                  |

## Course

### Classement de la course
| Pos. | no | Pilote             | Écurie                    | Tours | Temps/Abandon                                      | Grille | Points |
| ---- | -- | ------------------ | ------------------------- | ----- | -------------------------------------------------- | ------ | ------ |
| 1    | 44 | Lewis Hamilton     | Mercedes                  | 57    | 2 h 59 min 47 s 515 (102,864 km/h)                 | 1      | 25     |
| 2    | 33 | Max Verstappen     | Red Bull-Honda            | 57    | + 1 s 254                                          | 3      | 18 + 1 |
| 3    | 23 | Alexander Albon    | Red Bull-Honda            | 57    | + 8 s 005                                          | 4      | 15     |
| 4    | 4  | Lando Norris       | McLaren-Renault           | 57    | + 11 s 337                                         | 9      | 12     |
| 5    | 55 | Carlos Sainz Jr.   | McLaren-Renault           | 57    | + 11 s 787                                         | 15     | 10     |
| 6    | 10 | Pierre Gasly       | AlphaTauri-Honda          | 57    | + 11 s 942                                         | 8      | 8      |
| 7    | 3  | Daniel Ricciardo   | Renault                   | 57    | + 19 s 368                                         | 6      | 6      |
| 8    | 77 | Valtteri Bottas    | Mercedes                  | 57    | + 19 s 680                                         | 2      | 4      |
| 9    | 31 | Esteban Ocon       | Renault                   | 57    | + 22 s 803                                         | 7      | 2      |
| 10   | 16 | Charles Leclerc    | Ferrari                   | 56    | + 1 tour                                           | 12     | 1      |
| 11   | 26 | Daniil Kvyat       | AlphaTauri-Honda          | 56    | + 1 tour (dont 10 s de pénalité purgées en course) | 10     |        |
| 12   | 63 | George Russell     | Williams-Mercedes         | 56    | + 1 tour                                           | 14     |        |
| 13   | 5  | Sebastian Vettel   | Ferrari                   | 56    | + 1 tour                                           | 11     |        |
| 14   | 6  | Nicholas Latifi    | Williams-Mercedes         | 56    | + 1 tour                                           | 20     |        |
| 15   | 7  | Kimi Räikkönen     | Alfa Romeo-Ferrari        | 56    | + 1 tour                                           | 17     |        |
| 16   | 99 | Antonio Giovinazzi | Alfa Romeo-Ferrari        | 56    | + 1 tour                                           | 16     |        |
| 17   | 20 | Kevin Magnussen    | Haas-Ferrari              | 56    | + 1 tour                                           | 18     |        |
| 18   | 11 | Sergio Pérez       | Racing Point-BWT Mercedes | 53    | Moteur                                             | 5      |        |
| Abd. | 18 | Lance Stroll       | Racing Point-BWT Mercedes | 2     | Accrochage                                         | 13     |        |
| Abd. | 8  | Romain Grosjean    | Haas-Ferrari              | 0     | Accident                                           | 19     |        |

### Pole position et record du tour
- Pole position :  Lewis Hamilton (Mercedes) en 1 min 27 s 264 (223,267 km/h)[13].
- Meilleur tour en course :  Max Verstappen (Red Bull) en 1 min 32 s 014 (211,742 km/h) au quarante-huitième tour ; deuxième de l'épreuve, il remporte le point bonus associé au meilleur tour en course[14].

### Tours en tête
- Lewis Hamilton (Mercedes) : 56 tours (1-19 / 21-57)[15]
- Max Verstappen (Red Bull-Honda) : 1 tour (20)

## Classements généraux à l'issue de la course
| Pos.     | Pilote             | Écurie                    | Points |
| -------- | ------------------ | ------------------------- | ------ |
| Champion | Lewis Hamilton     | Mercedes                  | 332    |
| 2        | Valtteri Bottas    | Mercedes                  | 201    |
| 3        | Max Verstappen     | Red Bull-Honda            | 189    |
| 4        | Daniel Ricciardo   | Renault                   | 102    |
| 5        | Sergio Pérez       | Racing Point-BWT Mercedes | 100    |
| 6        | Charles Leclerc    | Ferrari                   | 98     |
| 7        | Lando Norris       | McLaren-Renault           | 86     |
| 8        | Carlos Sainz Jr.   | McLaren-Renault           | 85     |
| 9        | Alexander Albon    | Red Bull-Honda            | 85     |
| 10       | Pierre Gasly       | AlphaTauri-Honda          | 71     |
| 11       | Lance Stroll       | Racing Point-BWT Mercedes | 59     |
| 12       | Esteban Ocon       | Renault                   | 42     |
| 13       | Sebastian Vettel   | Ferrari                   | 33     |
| 14       | Daniil Kvyat       | AlphaTauri-Honda          | 26     |
| 15       | Nico Hülkenberg    | Racing Point-BWT Mercedes | 10     |
| 16       | Kimi Räikkönen     | Alfa Romeo-Ferrari        | 4      |
| 17       | Antonio Giovinazzi | Alfa Romeo-Ferrari        | 4      |
| 18       | Romain Grosjean    | Haas-Ferrari              | 2      |
| 19       | Kevin Magnussen    | Haas-Ferrari              | 1      |

| Pos.     | Écurie                    | Points |
| -------- | ------------------------- | ------ |
| Champion | Mercedes                  | 533    |
| 2        | Red Bull-Honda            | 274    |
| 3        | McLaren-Renault           | 171    |
| 4        | Racing Point-BWT Mercedes | 154    |
| 5        | Renault                   | 144    |
| 6        | Ferrari                   | 131    |
| 7        | AlphaTauri-Honda          | 97     |
| 8        | Alfa Romeo-Ferrari        | 8      |
| 9        | Haas-Ferrari              | 3      |

## Statistiques
Le Grand Prix de Bahreïn 2020 représente :
- la 98e pole position de Lewis Hamilton, sa dixième de la saison[19] ;
- la 95e victoire de Lewis Hamilton, sa onzième de la saison[20] ;
- la 115e victoire de Mercedes en tant que constructeur[21] ;
- la 201e victoire de Mercedes en tant que motoriste[22] ;
- le 179e et dernier Grand Prix de Romain Grosjean[23].

Au cours de ce Grand Prix :
- Romain Grosjean est élu « Pilote du jour » à l'issue d'un vote organisé sur le site officiel de la Formule 1[24] ;
- Pour la première fois depuis le Grand Prix du Japon 2017, Red Bull Racing place ses deux monoplaces sur le podium[25] ;
- Mika Salo (110 Grands Prix disputés entre 1994 et 2002, deux podiums et 33 points inscrits, vainqueur de la catégorie GT2 des 24 Heures du Mans en 2008 et 2009, du championnat American Le Mans Series en 2007 et des 12 Heures de Bathurst en 2014) est nommé assistant des commissaires de course pour ce Grand Prix[26].